# 林尚安
林尚安（1924年6月8日—2009年3月17日），男，福建永定人，中国高分子化学家。中山大学高分子研究所教授，曾任该校化学系主任、高分子所所长、广东省化学会理事长、名誉理事长。从事对烯烃高效催化聚合、共聚合与聚合理论及各种聚烯烃的合成进行系统的研究。

## 生平
林尚安生于福建省永定县。1946年毕业于厦门大学化学系。1950年岭南大学研究生毕业。1993年当选为中国科学院院士。